# Miquelon
Miquelon er en ø i Nordamerika ud for Newfoundlands kyst. Miquelon er fransk territorium og er en del af Saint Pierre og Miquelon.
46°57′30″N 56°19′34″V / 46.958435°N 56.326132°V